# 赫柳利亚
赫柳利亚（羅馬化：Khelyulya；卡累利阿语）是俄罗斯卡累利阿共和国的市级镇，属共和国辖市索尔塔瓦拉市，位于托赫马约基河（Тохмайоки）畔，在索尔塔瓦拉北偏西、共和国首府彼得罗扎沃茨克西方。
该地2021年人口有2,369人；2010年人口2,793；2002年人口3,166；1989年人口3,727。